# 常氏墓
常氏墓，位于北京市朝阳区东风地区辛庄村星火西路路边绿地内，原墓地已无存，仅剩“常汝贵诰封碑”“常明扬神道碑”两通碑刻。2013年1月，朝阳区文化委员会为“常氏墓”立有“北京市朝阳区普查登记文物”牌。

## 简介
常氏墓位于辛店村，该村已拆迁。常氏墓地早年已经无存，仅存两通石碑，保存完好，四周围有铁栏杆。常氏后裔中至今仍有居住在辛店村者。两碑东南20余米处，原来有常氏家庙一间，硬山筒瓦，在文化大革命中被毁。
中华人民共和国成立后，常氏墓地一直是菜地，曾经出土整罐的铜钱。2001年左右，两通石碑位于村内的小学内，西侧的石碑被圈在小学校园里，东侧的石碑则在小学墙外。2002年，该小学拆迁，两通石碑留在已成荒地的原址。2003年，文物部门派人在两通石碑四周各树立铁栏杆，并清理了碑身上的小广告。2008年左右，星火西路建起，两通石碑所在的荒地也种植了树木，成为星火西路路边的绿地。
现存的两通石碑分属常汝贵、常明扬，二人是父子，为明朝大将常遇春的后裔。两通石碑面朝南，螭首龟趺，龟趺半陷于地。两碑间距为6至7米，碑身双面雕有12条行龙。碑额阳面汉字篆书已不清晰。碑身阴面无字。两碑分别为：
- 常汝贵诰封碑：位于东侧，立于清朝康熙十四年（1675年）十二月十四日。碑首楷书“圣旨”二字，碑身阳面刻有碑文，满汉文合璧，记载了常汝贵生平事迹、品德、任职等内容，碑阴面无字。[1][2][5]
- 常明扬神道碑：位于西侧，立于清朝乾隆三十八年（1773年）秋八月。碑身阳面刻有碑文，顺天府庠生王秉纶（湖南布政使王道熙孙女即常宏祖妻王氏之侄）撰文书丹，乾隆三十八年秋八月以嫡孙常国枢的名义敬立。碑文全是汉文，没有满文，汉文共有35行，计2747字，其中40多字已漫漶。[1][2]